# Campeonato Mundial de Voleibol Masculino Sub-19 de 2017
El XV Campeonato Mundial de Voleibol Masculino Sub-19 de 2017 se celebró en Baréin del 18 al 27 de agosto de 2017. Fue organizado por la Federación Internacional de Voleibol. El campeonato se jugó en las ciudades de Riffa e Isa Town.

## Proceso de clasificación
| Confederación | Método de Clasificación                                  | Fecha                    | Lugar       | Cupos | Equipo                         |  |
| ------------- | -------------------------------------------------------- | ------------------------ | ----------- | ----- | ------------------------------ |  |
| FIVB          | Sede                                                     | 2 de febrero de 2016     | Lausana     | 1     | Bahréin                        |  |
| NORCECA       | Campeonato NORCECA Sub-19 de 2016                        | 24-29 de junio           | La Habana   | 2     | Cuba Estados Unidos            |  |
| CAVB          | Campeonato Africano de Voleibol Masculino Sub-19 de 2016 | 24-29 de junio           | Kélibia     | 1     | Túnez Egipto                   |  |
| CSV           | Campeonato Sudamericano Sub-19 de 2016                   | 5-9 de octubre           | Lima        | 2     | Argentina Brasil               |  |
| NORCECA       | Copa Panamericana de Voleibol Masculino Sub-19 de 2017   | 20-25 de marzo           | Monterrey   | 2     | México Puerto Rico             |  |
| CSV           | Copa Panamericana de Voleibol Masculino Sub-19 de 2017   | 20-25 de marzo           | Monterrey   | 1     | Chile                          |  |
| AVC           | Campeonato Asiático de Voleibol Masculino Sub-19 de 2017 | 28 de marzo - 5 de abril | Nay Pyi Taw | 4     | Japón Corea del Sur China Irán |  |
| CEV           | Calificador europeo de Voleibol Masculino Sub-19 de 2017 | 22-30 de abril           | Gyor        | 3     | República Checa Italia Turquía |  |
| CEV           | Calificador europeo de Voleibol Masculino Sub-19 de 2017 | 22-30 de abril           | Puchov      | 3     | Rusia Polonia Francia          |  |
| Total         | Total                                                    | Total                    | Total       | 20    |                                |  |

## Organización

### País anfitrión y ciudades sedes
| RiffaMadinat 'IsaRiffa y Madinat 'Isa, ciudades sedes del Campeonato Mundial de Voleibol Masculino Sub-19 de 2017. | Riffa                         |
| --- | ----------------------------- |
| RiffaMadinat 'IsaRiffa y Madinat 'Isa, ciudades sedes del Campeonato Mundial de Voleibol Masculino Sub-19 de 2017. | Isa Sport City Hall           |
| RiffaMadinat 'IsaRiffa y Madinat 'Isa, ciudades sedes del Campeonato Mundial de Voleibol Masculino Sub-19 de 2017. | Capacidad: 8.000 espectadores |
| RiffaMadinat 'IsaRiffa y Madinat 'Isa, ciudades sedes del Campeonato Mundial de Voleibol Masculino Sub-19 de 2017. |                               |
| RiffaMadinat 'IsaRiffa y Madinat 'Isa, ciudades sedes del Campeonato Mundial de Voleibol Masculino Sub-19 de 2017. | Madinat 'Isa                  |
| RiffaMadinat 'IsaRiffa y Madinat 'Isa, ciudades sedes del Campeonato Mundial de Voleibol Masculino Sub-19 de 2017. | Khalifa Sport Hall            |
| RiffaMadinat 'IsaRiffa y Madinat 'Isa, ciudades sedes del Campeonato Mundial de Voleibol Masculino Sub-19 de 2017. | Capacidad: 3.500 espectadores |
| RiffaMadinat 'IsaRiffa y Madinat 'Isa, ciudades sedes del Campeonato Mundial de Voleibol Masculino Sub-19 de 2017. |                               |

### Formato de competición
El torneo se desarrolla dividido en dos rondas.
En la primera ronda las 20 selecciones fueron repartidas en 4 grupos de 5 equipos, en cada grupo se jugó con un sistema de todos contra todos y los equipos fueron clasificados de acuerdo a los siguientes criterios:
1. Partidos ganados.
2. Puntos obtenidos, los cuales son otorgados de la siguiente manera:
  - Partido con resultado final 3-0 o 3-1: 3 puntos al ganador y 0 puntos al perdedor.
  - Partido con resultado final 3-2: 3 puntos al ganador y 1 puntos al perdedor.
3. Proporción entre los sets ganados y los sets perdidos (Sets ratio).
4. Proporción entre los puntos ganados y los puntos perdidos (Puntos ratio).
5. Si el empate en puntos ratio persiste entre dos equipos se le da prioridad al equipo que haya ganado el último partido entre los equipos implicados.
6. Si el empate en puntos ratio es entre tres o más equipos se elabora una nueva clasificación tomando en consideración solo los partidos jugados entre los equipos implicados.

En la segunda ronda, el último clasificado de cada grupo jugará partidos de clasificación para la posición 17-20 en un sistema de todos contra todos. Los otros 16 equipos avanzan a los octavos de final, que consta de un playoff (primero del Grupo A contra el cuarto del Grupo B, primero del Grupo C contra el cuarto del Grupo D, etc.). Los ganadores de los partidos de playoff avanzarán a los cuartos de final, semifinales y finales para clasificarse de la primera a la octava posición, mientras que los perdedores del partido de playoff jugarán partidos de clasificación, con cuartos de final, semifinales y finales con sistema similares, para clasificarse de la novena a la decimosexta posición.

## Equipos participantes

### Conformación de los grupos
| Grupo A                                                     | Grupo B                           | Grupo C                                     | Grupo D                                  |
| ----------------------------------------------------------- | --------------------------------- | ------------------------------------------- | ---------------------------------------- |
| Bahréin (Anfitrión) Estados Unidos Puerto Rico Egipto Túnez | Polonia Brasil Cuba Japón Francia | Argentina Rusia Chile Corea del Sur Turquía | Irán Italia México China República Checa |

## Resultados
- Las horas indicadas corresponden al huso horario local de Baréin: UTC+3.

### Fase de grupos
– Clasificados a octavos de final.      – Pasan a disputar la clasificación del 17.º al 20.º puesto.

#### Grupo A
- Sede: Isa Sport City Hall, Riffa.

| Pos. | Equipo         | Partidos | Partidos | Partidos | Pts. | Sets | Sets | Sets  | Puntos | Puntos | Puntos |
| Pos. | Equipo         | PJ       | PG       | PP       | Pts. | SG   | SP   | Ratio | PG     | PP     | Ratio  |
| ---- | -------------- | -------- | -------- | -------- | ---- | ---- | ---- | ----- | ------ | ------ | ------ |
| 1    | Egipto         | 4        | 3        | 1        | 9    | 10   | 6    | 1.666 | 387    | 381    | 1.015  |
| 2    | Bahréin        | 4        | 3        | 1        | 8    | 10   | 7    | 1.428 | 397    | 342    | 1.160  |
| 3    | Estados Unidos | 4        | 3        | 1        | 8    | 10   | 7    | 1.428 | 403    | 379    | 1.063  |
| 4    | Puerto Rico    | 4        | 1        | 3        | 3    | 7    | 11   | 0.636 | 370    | 424    | 0.872  |
| 5    | Túnez          | 4        | 0        | 4        | 2    | 6    | 12   | 0.500 | 410    | 441    | 0.929  |

| Fecha        | Hora  | Equipo 1       | Res.  | Equipo 2       | Set 1 | Set 2 | Set 3 | Set 4 | Set 5 | Total     | Reporte |
| ------------ | ----- | -------------- | ----- | -------------- | ----- | ----- | ----- | ----- | ----- | --------- | ------- |
| 18 de agosto | 17:00 | Puerto Rico    | 3 – 2 | Túnez          | 20-25 | 25-18 | 30-32 | 25-22 | 17-15 | 117 – 112 | P2 P3   |
| 18 de agosto | 19:00 | Bahréin        | 3 – 1 | Egipto         | 25-17 | 25-20 | 19-25 | 25-20 |       | 94 – 82   | P2 P3   |
| 19 de agosto | 17:00 | Egipto         | 3 – 1 | Puerto Rico    | 29-27 | 25-20 | 23-25 | 25-17 |       | 102 – 89  | P2 P3   |
| 19 de agosto | 19:00 | Estados Unidos | 3 – 1 | Bahréin        | 28-26 | 25-19 | 20-25 | 25-23 |       | 98 – 93   | P2 P3   |
| 20 de agosto | 17:00 | Puerto Rico    | 1 – 3 | Estados Unidos | 21-25 | 18-25 | 25-23 | 22-25 |       | 86 – 98   | P2 P3   |
| 20 de agosto | 19:00 | Túnez          | 1 – 3 | Egipto         | 24-26 | 25-22 | 28-30 | 30-32 |       | 107 – 110 | P2 P3   |
| 21 de agosto | 17:00 | Estados Unidos | 3 – 2 | Túnez          | 28-30 | 25-22 | 25-19 | 26-24 | 15-9  | 119 – 104 | P2 P3   |
| 21 de agosto | 19:00 | Bahréin        | 3 – 2 | Puerto Rico    | 23-25 | 25-7  | 25-10 | 24-26 | 15-10 | 112 – 78  | P2 P3   |
| 22 de agosto | 17:00 | Egipto         | 3 – 1 | Estados Unidos | 18-25 | 25-23 | 25-22 | 25-21 |       | 93 – 90   | P2 P3   |
| 22 de agosto | 19:00 | Túnez          | 1 – 3 | Bahréin        | 19-25 | 18-25 | 25-23 | 22-25 |       | 84 – 98   | P2 P3   |

#### Grupo B
- Sede: Isa Sport City Hall, Riffa.

| Pos. | Equipo  | Partidos | Partidos | Partidos | Pts. | Sets | Sets | Sets  | Puntos | Puntos | Puntos |
| Pos. | Equipo  | PJ       | PG       | PP       | Pts. | SG   | SP   | Ratio | PG     | PP     | Ratio  |
| ---- | ------- | -------- | -------- | -------- | ---- | ---- | ---- | ----- | ------ | ------ | ------ |
| 1    | Japón   | 4        | 4        | 0        | 11   | 12   | 3    | 4.000 | 361    | 310    | 1.164  |
| 2    | Francia | 4        | 3        | 1        | 9    | 11   | 6    | 1.833 | 407    | 374    | 1.088  |
| 3    | Brasil  | 4        | 2        | 2        | 7    | 8    | 8    | 1.000 | 354    | 349    | 1.014  |
| 4    | Cuba    | 4        | 1        | 3        | 2    | 4    | 11   | 0.363 | 299    | 336    | 0.889  |
| 5    | Polonia | 4        | 0        | 4        | 1    | 5    | 12   | 0.416 | 361    | 413    | 0.874  |

| Fecha        | Hora  | Equipo 1 | Res.  | Equipo 2 | Set 1 | Set 2 | Set 3 | Set 4 | Set 5 | Total     | Reporte |
| ------------ | ----- | -------- | ----- | -------- | ----- | ----- | ----- | ----- | ----- | --------- | ------- |
| 18 de agosto | 13:00 | Brasil   | 2 – 3 | Francia  | 25-23 | 25-20 | 17-25 | 17-25 | 15-17 | 99 – 110  | P2 P3   |
| 18 de agosto | 15:00 | Cuba     | 0 – 3 | Japón    | 21-25 | 18-25 | 12-25 |       |       | 51 – 75   | P2 P3   |
| 19 de agosto | 13:00 | Francia  | 3 – 0 | Cuba     | 25-19 | 25-23 | 25-14 |       |       | 75 – 56   | P2 P3   |
| 19 de agosto | 15:00 | Polonia  | 1 – 3 | Brasil   | 25-22 | 13-25 | 18-25 | 22-25 |       | 78 – 97   | P2 P3   |
| 20 de agosto | 13:00 | Cuba     | 3 – 2 | Polonia  | 21-25 | 25-22 | 25-9  | 21-25 | 15-10 | 107 – 91  | P2 P3   |
| 20 de agosto | 15:00 | Japón    | 3 – 2 | Francia  | 23-25 | 27-25 | 23-25 | 25-20 | 15-13 | 113 – 108 | P2 P3   |
| 21 de agosto | 13:00 | Polonia  | 1 – 3 | Japón    | 19-25 | 23-25 | 25-21 | 20-25 |       | 87 – 96   | P2 P3   |
| 21 de agosto | 15:00 | Brasil   | 3 – 1 | Cuba     | 25-19 | 20-25 | 25-22 | 25-19 |       | 95 – 85   | P2 P3   |
| 22 de agosto | 13:00 | Japón    | 3 – 0 | Brasil   | 25-21 | 26-24 | 25-18 |       |       | 76 – 63   | P2 P3   |
| 22 de agosto | 15:00 | Francia  | 3 – 1 | Polonia  | 23-25 | 25-22 | 25-20 | 40-38 |       | 113 – 105 | P2 P3   |

#### Grupo C
- Sede: Khalifa Sport Hall, Madinat 'Isa.

| Pos. | Equipo        | Partidos | Partidos | Partidos | Pts. | Sets | Sets | Sets  | Puntos | Puntos | Puntos |
| Pos. | Equipo        | PJ       | PG       | PP       | Pts. | SG   | SP   | Ratio | PG     | PP     | Ratio  |
| ---- | ------------- | -------- | -------- | -------- | ---- | ---- | ---- | ----- | ------ | ------ | ------ |
| 1    | Rusia         | 4        | 3        | 1        | 9    | 10   | 4    | 2.500 | 332    | 264    | 1.257  |
| 2    | Argentina     | 4        | 3        | 1        | 9    | 11   | 6    | 1.833 | 385    | 360    | 1.069  |
| 3    | Corea del Sur | 4        | 2        | 2        | 7    | 9    | 7    | 1.285 | 370    | 350    | 1.057  |
| 4    | Turquía       | 4        | 2        | 2        | 5    | 7    | 8    | 0.875 | 319    | 339    | 0.941  |
| 5    | Chile         | 4        | 0        | 4        | 0    | 0    | 12   | 0.000 | 207    | 300    | 0.690  |

| Fecha        | Hora  | Equipo 1      | Res.  | Equipo 2      | Set 1 | Set 2 | Set 3 | Set 4 | Set 5 | Total     | Reporte |
| ------------ | ----- | ------------- | ----- | ------------- | ----- | ----- | ----- | ----- | ----- | --------- | ------- |
| 18 de agosto | 13:00 | Rusia         | 3 – 0 | Turquía       | 25-16 | 25-14 | 25-12 |       |       | 75 – 42   | P2 P3   |
| 18 de agosto | 15:00 | Chile         | 0 – 3 | Corea del Sur | 12-25 | 21-25 | 21-25 |       |       | 54 – 75   | P2 P3   |
| 19 de agosto | 13:00 | Chile         | 0 – 3 | Turquía       | 14-25 | 19-25 | 19-25 |       |       | 52 – 75   | P2 P3   |
| 19 de agosto | 15:00 | Argentina     | 3 – 1 | Rusia         | 20-25 | 25-13 | 25-23 | 26-24 |       | 96 – 85   | P2 P3   |
| 20 de agosto | 13:00 | Argentina     | 3 – 0 | Chile         | 25-23 | 25-13 | 25-22 |       |       | 75 – 58   | P2 P3   |
| 20 de agosto | 15:00 | Corea del Sur | 3 – 1 | Turquía       | 26-28 | 25-20 | 25-21 | 27-25 |       | 103 – 94  | P2 P3   |
| 21 de agosto | 13:00 | Argentina     | 3 – 2 | Corea del Sur | 17-25 | 20-25 | 25-22 | 25-21 | 18-16 | 105 – 99  | P2 P3   |
| 21 de agosto | 15:00 | Rusia         | 3 – 0 | Chile         | 25-17 | 25-11 | 25-15 |       |       | 75 – 43   | P2 P3   |
| 22 de agosto | 13:00 | Rusia         | 3 – 1 | Corea del Sur | 25-22 | 25-16 | 22-25 | 25-20 |       | 97 – 83   | P2 P3   |
| 22 de agosto | 15:00 | Argentina     | 2 – 3 | Turquía       | 26-28 | 22-25 | 25-21 | 25-19 | 11-15 | 109 – 108 | P2 P3   |

#### Grupo D
- Sede: Khalifa Sport Hall, Madinat 'Isa.

| Pos. | Equipo          | Partidos | Partidos | Partidos | Pts. | Sets | Sets | Sets  | Puntos | Puntos | Puntos |
| Pos. | Equipo          | PJ       | PG       | PP       | Pts. | SG   | SP   | Ratio | PG     | PP     | Ratio  |
| ---- | --------------- | -------- | -------- | -------- | ---- | ---- | ---- | ----- | ------ | ------ | ------ |
| 1    | Irán            | 4        | 4        | 0        | 11   | 12   | 2    | 6.000 | 336    | 261    | 1.287  |
| 2    | Italia          | 4        | 3        | 1        | 10   | 11   | 5    | 2.200 | 366    | 337    | 1.086  |
| 3    | República Checa | 4        | 2        | 2        | 6    | 7    | 7    | 1.000 | 321    | 316    | 1.015  |
| 4    | China           | 4        | 1        | 3        | 3    | 5    | 9    | 0.555 | 303    | 322    | 0.940  |
| 5    | México          | 4        | 0        | 4        | 0    | 0    | 12   | 0.000 | 214    | 303    | 0.706  |

| Fecha        | Hora  | Equipo 1 | Res.  | Equipo 2        | Set 1 | Set 2 | Set 3 | Set 4 | Set 5 | Total    | Reporte |
| ------------ | ----- | -------- | ----- | --------------- | ----- | ----- | ----- | ----- | ----- | -------- | ------- |
| 18 de agosto | 17:00 | Italia   | 3 – 1 | República Checa | 25-19 | 25-21 | 19-25 | 30-28 |       | 99 – 93  | P2 P3   |
| 18 de agosto | 19:00 | México   | 0 – 3 | China           | 19-25 | 17-25 | 19-25 |       |       | 55 – 75  | P2 P3   |
| 19 de agosto | 17:00 | México   | 0 – 3 | República Checa | 26-28 | 16-25 | 17-25 |       |       | 59 – 78  | P2 P3   |
| 19 de agosto | 19:00 | Irán     | 3 – 2 | Italia          | 25-16 | 23-25 | 23-25 | 25-19 | 15-12 | 111 – 97 | P2 P3   |
| 20 de agosto | 17:00 | Irán     | 3 – 0 | México          | 25-19 | 25-12 | 25-18 |       |       | 75 – 49  | P2 P3   |
| 20 de agosto | 19:00 | China    | 1 – 3 | República Checa | 25-22 | 16-25 | 20-25 | 25-25 |       | 86 – 97  | P2 P3   |
| 21 de agosto | 17:00 | Irán     | 3 – 0 | China           | 25-23 | 25-18 | 25-21 |       |       | 75 – 62  | P2 P3   |
| 21 de agosto | 19:00 | Italia   | 3 – 0 | México          | 25-15 | 25-19 | 25-17 |       |       | 75 – 51  | P2 P3   |
| 22 de agosto | 17:00 | Italia   | 3 – 1 | China           | 25-22 | 25-13 | 20-25 | 25-23 |       | 95 – 83  | P2 P3   |
| 22 de agosto | 19:00 | Irán     | 3 – 0 | República Checa | 25-22 | 25-12 | 25-19 |       |       | 75 – 51  | P2 P3   |

### Fase final

#### Clasificación 17.º al 20.º puesto
| Pos. | Equipo  | Partidos | Partidos | Partidos | Pts. | Sets | Sets | Sets  | Puntos | Puntos | Puntos |
| Pos. | Equipo  | PJ       | PG       | PP       | Pts. | SG   | SP   | Ratio | PG     | PP     | Ratio  |
| ---- | ------- | -------- | -------- | -------- | ---- | ---- | ---- | ----- | ------ | ------ | ------ |
| 17   | Polonia | 3        | 2        | 1        | 6    | 7    | 3    | 2.333 | 244    | 201    | 1.214  |
| 18   | México  | 3        | 2        | 1        | 4    | 6    | 7    | 0.857 | 272    | 279    | 0.975  |
| 19   | Chile   | 3        | 1        | 2        | 4    | 6    | 7    | 0.857 | 264    | 287    | 0.920  |
| 20   | Túnez   | 3        | 1        | 2        | 4    | 5    | 7    | 0.714 | 240    | 253    | 0.949  |

| Fecha        | Hora | Equipo 1 | Res.  | Equipo 2 | Set 1 | Set 2 | Set 3 | Set 4 | Set 5 | Total     | Reporte |
| ------------ | ---- | -------- | ----- | -------- | ----- | ----- | ----- | ----- | ----- | --------- | ------- |
| 24 de agosto | 9:00 | Túnez    | 2 – 3 | México   | 18-25 | 21-25 | 25-18 | 25-22 | 11-15 | 91 – 105  | P2 P3   |
| 24 de agosto | 9:00 | Polonia  | 1 – 3 | Chile    | 26-28 | 25-13 | 21-25 | 18-25 |       | 90 – 91   | P2 P3   |
| 25 de agosto | 9:00 | Chile    | 2 – 3 | México   | 25-19 | 21-25 | 25-17 | 22-25 | 7-15  | 100 – 101 | P2 P3   |
| 25 de agosto | 9:00 | Túnez    | 0 – 3 | Polonia  | 15-25 | 16-25 | 13-25 |       |       | 44 – 75   | P2 P3   |
| 26 de agosto | 9:00 | Polonia  | 3 – 0 | México   | 25-16 | 29-27 | 25-23 |       |       | 79 – 66   | P2 P3   |
| 26 de agosto | 9:00 | Túnez    | 3 – 1 | Chile    | 25-16 | 21-25 | 25-21 | 25-11 |       | 96 – 73   | P2 P3   |

#### Clasificación 1.° al 16.° puesto
|  | Octavos de final | Octavos de final |                 |               | Cuartos de final | Cuartos de final |  |       | Semifinales | Semifinales |       |              | Final         | Final |  |
|  |                  |                  |                 |               |                  |                  |  |       |             |             |       |              |               |       |  |
|  |                  |                  |                 |               |                  |                  |  |       |             |             |       |              |               |       |  |
|  | Japón            | 3                |                 |               |                  |                  |  |       |             |             |       |              |               |       |  |
|  | Japón            | 3                |                 |               |                  |                  |  |       |             |             |       |              |               |       |  |
|  | Puerto Rico      | 0                |                 |               |                  |                  |  |       |             |             |       |              |               |       |  |
|  | Puerto Rico      | 0                |                 | Japón         | 3                |                  |  |       |             |             |       |              |               |       |  |
|  |                  |                  |                 | Japón         | 3                |                  |  |       |             |             |       |              |               |       |  |
|  |                  |                  | República Checa | 0             |                  |                  |  |       |             |             |       |              |               |       |  |
|  | Argentina        | 1                | República Checa | 0             |                  |                  |  |       |             |             |       |              |               |       |  |
|  | Argentina        | 1                |                 |               |                  |                  |  |       |             |             |       |              |               |       |  |
|  | República Checa  | 3                |                 |               |                  |                  |  |       |             |             |       |              |               |       |  |
|  | República Checa  | 3                |                 |               |                  |                  |  | Japón | 0           |             |       |              |               |       |  |
|  |                  |                  |                 |               |                  |                  |  | Japón | 0           |             |       |              |               |       |  |
|  |                  |                  | Rusia           | 3             |                  |                  |  |       |             |             |       |              |               |       |  |
|  | Francia          | 3                | Rusia           | 3             |                  |                  |  |       |             |             |       |              |               |       |  |
|  | Francia          | 3                |                 |               |                  |                  |  |       |             |             |       |              |               |       |  |
|  | Estados Unidos   | 0                |                 |               |                  |                  |  |       |             |             |       |              |               |       |  |
|  | Estados Unidos   | 0                |                 | Francia       | 2                |                  |  |       |             |             |       |              |               |       |  |
|  |                  |                  |                 | Francia       | 2                |                  |  |       |             |             |       |              |               |       |  |
|  |                  |                  | Rusia           | 3             |                  |                  |  |       |             |             |       |              |               |       |  |
|  | Rusia            | 3                | Rusia           | 3             |                  |                  |  |       |             |             |       |              |               |       |  |
|  | Rusia            | 3                |                 |               |                  |                  |  |       |             |             |       |              |               |       |  |
|  | China            | 1                |                 |               |                  |                  |  |       |             |             |       |              |               |       |  |
|  | China            | 1                |                 |               |                  |                  |  |       |             | Rusia       |       |              |               |       |  |
|  |                  |                  |                 |               |                  |                  |  |       |             |             |       |              |               |       |  |
|  |                  |                  | Irán            |               |                  |                  |  |       |             |             |       |              |               |       |  |
|  | Irán             | 3                |                 |               |                  |                  |  |       |             |             |       |              |               |       |  |
|  | Irán             | 3                |                 |               |                  |                  |  |       |             |             |       |              |               |       |  |
|  | Turquía          | 0                |                 |               |                  |                  |  |       |             |             |       |              |               |       |  |
|  | Turquía          | 0                |                 | Irán          | 3                |                  |  |       |             |             |       |              |               |       |  |
|  |                  |                  |                 | Irán          | 3                |                  |  |       |             |             |       |              |               |       |  |
|  |                  |                  | Brasil          | 0             |                  |                  |  |       |             |             |       |              |               |       |  |
|  | Bahréin          | 0                | Brasil          | 0             |                  |                  |  |       |             |             |       |              |               |       |  |
|  | Bahréin          | 0                |                 |               |                  |                  |  |       |             |             |       |              |               |       |  |
|  | Brasil           | 3                |                 |               |                  |                  |  |       |             |             |       |              |               |       |  |
|  | Brasil           | 3                |                 |               |                  |                  |  | Irán  | 3           |             |       |              |               |       |  |
|  |                  |                  |                 |               |                  |                  |  | Irán  | 3           |             |       |              |               |       |  |
|  |                  |                  | Corea del Sur   | 0             |                  |                  |  |       |             |             |       |              |               |       |  |
|  | Italia           | 0                | Corea del Sur   | 0             |                  |                  |  |       |             |             |       |              |               |       |  |
|  | Italia           | 0                |                 |               |                  |                  |  |       |             |             |       |              |               |       |  |
|  | Corea del Sur    | 3                |                 |               |                  |                  |  |       |             |             |       |              |               |       |  |
|  | Corea del Sur    | 3                |                 | Corea del Sur | 3                |                  |  |       |             |             |       | Tercer lugar | Tercer lugar  |       |  |
|  |                  |                  |                 | Corea del Sur | 3                |                  |  |       |             |             |       | Tercer lugar | Tercer lugar  |       |  |
|  |                  |                  | Egipto          | 1             |                  |                  |  |       |             |             |       |              |               |       |  |
|  | Egipto           | 3                | Egipto          | 1             |                  |                  |  |       |             |             | Japón |              |               |       |  |
|  | Egipto           | 3                |                 |               |                  |                  |  |       |             |             | Japón |              |               |       |  |
|  | Cuba             | 2                |                 |               |                  |                  |  |       |             |             |       |              | Corea del Sur |       |  |
|  | Cuba             | 2                |                 |               |                  |                  |  |       |             |             |       |              | Corea del Sur |       |  |
|  |                  |                  |                 |               |                  |                  |  |       |             |             |       |              |               |       |  |

##### Octavos de final
| Fecha        | Hora  | Equipo 1  | Res.  | Equipo 2        | Set 1 | Set 2 | Set 3 | Set 4 | Set 5 | Total     | Reporte |
| ------------ | ----- | --------- | ----- | --------------- | ----- | ----- | ----- | ----- | ----- | --------- | ------- |
| 24 de agosto | 11:00 | Japón     | 3 – 0 | Puerto Rico     | 25-17 | 25-16 | 25-21 |       |       | 75 – 54   | P2 P3   |
| 24 de agosto | 11:00 | Argentina | 1 – 3 | República Checa | 22-25 | 22-25 | 25-20 | 21-25 |       | 90 – 95   | P2 P3   |
| 24 de agosto | 13:00 | Francia   | 3 – 0 | Estados Unidos  | 25-21 | 25-13 | 25-20 |       |       | 75 – 54   | P2 P3   |
| 24 de agosto | 13:00 | Rusia     | 3 – 1 | China           | 22-25 | 25-12 | 25-16 | 25-13 |       | 97 – 66   | P2 P3   |
| 24 de agosto | 15:00 | Irán      | 3 – 0 | Turquía         | 25-18 | 25-21 | 25-13 |       |       | 75 – 52   | P2 P3   |
| 24 de agosto | 15:00 | Bahréin   | 0 – 3 | Brasil          | 14-25 | 15-25 | 18-25 |       |       | 47 – 75   | P2 P3   |
| 24 de agosto | 17:00 | Italia    | 0 – 3 | Corea del Sur   | 23-25 | 22-25 | 13-25 |       |       | 58 – 75   | P2 P3   |
| 24 de agosto | 17:00 | Egipto    | 3 – 2 | Cuba            | 25-19 | 23-25 | 18-25 | 25-22 | 15-10 | 106 – 101 | P2 P3   |

##### Clasificación 9.º al 16.º puesto
Los equipos que resultaron perdedores en los octavos de final pasan a disputar la clasificación del 9.° al 16.° puesto.
|  | Partido 13.º y 14.º puesto | Partido 13.º y 14.º puesto |                |   | Semifinales 13.º al 16.º puesto | Semifinales 13.º al 16.º puesto |           |   | Cuartos de final 9.º al 16.º puesto | Cuartos de final 9.º al 16.º puesto |         |   | Semifinales 9.º al 12.º puesto | Semifinales 9.º al 12.º puesto |  |  | Partido 9.º y 10.º puesto | Partido 9.º y 10.º puesto |
|  |                            |                            |                |   |                                 |                                 |           |   |                                     |                                     |         |   |                                |                                |  |  |                           |                           |
|  |                            |                            |                |   |                                 |                                 |           |   |                                     |                                     |         |   |                                |                                |  |  |                           |                           |
|  |                            |                            |                |   |                                 |                                 |           |   |                                     |                                     |         |   |                                |                                |  |  |                           |                           |
|  |                            |                            |                |   |                                 |                                 |           |   | Puerto Rico                         | 1                                   |         |   |                                |                                |  |  |                           |                           |
|  |                            |                            |                |   |                                 |                                 |           |   | Puerto Rico                         | 1                                   |         |   |                                |                                |  |  |                           |                           |
|  |                            |                            | Argentina      | 3 |                                 |                                 |           |   |                                     |                                     |         |   |                                |                                |  |  |                           |                           |
|  |                            | Puerto Rico                | Argentina      | 3 | 3                               |                                 |           |   |                                     | Argentina                           | 2       |   |                                |                                |  |  |                           |                           |
|  |                            |                            |                |   | 3                               |                                 |           |   |                                     | Argentina                           | 2       |   |                                |                                |  |  |                           |                           |
|  |                            |                            | Estados Unidos | 1 |                                 |                                 | China     | 3 |                                     |                                     |         |   |                                |                                |  |  |                           |                           |
|  | Estados Unidos             | 1                          | Estados Unidos | 1 |                                 |                                 | China     | 3 |                                     |                                     |         |   |                                |                                |  |  |                           |                           |
|  | Estados Unidos             | 1                          |                |   |                                 |                                 |           |   |                                     |                                     |         |   |                                |                                |  |  |                           |                           |
|  |                            |                            | China          | 3 |                                 |                                 |           |   |                                     |                                     |         |   |                                |                                |  |  |                           |                           |
|  | Puerto Rico                | 0                          | China          | 3 |                                 |                                 | China     | 0 |                                     |                                     |         |   |                                |                                |  |  |                           |                           |
|  | Puerto Rico                | 0                          |                |   |                                 |                                 | China     | 0 |                                     |                                     |         |   |                                |                                |  |  |                           |                           |
|  | Bahréin                    | 3                          |                |   | Italia                          | 3                               |           |   |                                     |                                     |         |   |                                |                                |  |  |                           |                           |
|  | Bahréin                    | 3                          | Turquía        | 3 | Italia                          | 3                               |           |   |                                     |                                     |         |   |                                |                                |  |  |                           |                           |
|  |                            |                            | Turquía        | 3 |                                 |                                 |           |   |                                     |                                     |         |   |                                |                                |  |  |                           |                           |
|  |                            |                            | Bahréin        | 0 |                                 |                                 |           |   |                                     |                                     |         |   |                                |                                |  |  |                           |                           |
|  | Partido 15.º y 16.º puesto | Partido 15.º y 16.º puesto | Bahréin        | 0 | Bahréin                         | 3                               |           |   |                                     |                                     | Turquía | 2 | Partido 11.º y 12.º puesto     | Partido 11.º y 12.º puesto     |  |  |                           |                           |
|  | Partido 15.º y 16.º puesto | Partido 15.º y 16.º puesto |                |   | Bahréin                         | 3                               |           |   |                                     |                                     | Turquía | 2 | Partido 11.º y 12.º puesto     | Partido 11.º y 12.º puesto     |  |  |                           |                           |
|  |                            |                            |                |   | Cuba                            | 0                               |           |   | Italia                              | 3                                   |         |   |                                |                                |  |  |                           |                           |
|  | Estados Unidos             | 3                          | Italia         | 3 | Cuba                            | 0                               | Argentina | 1 | Italia                              | 3                                   |         |   |                                |                                |  |  |                           |                           |
|  | Estados Unidos             | 3                          | Italia         | 3 |                                 |                                 | Argentina | 1 |                                     |                                     |         |   |                                |                                |  |  |                           |                           |
|  | Cuba                       | 0                          |                |   | Cuba                            | 0                               |           |   | Turquía                             | 3                                   |         |   |                                |                                |  |  |                           |                           |

###### Cuartos de final 9.º al 16.º puesto
| Fecha        | Hora  | Equipo 1       | Res.  | Equipo 2  | Set 1 | Set 2 | Set 3 | Set 4 | Set 5 | Total    | Reporte |
| ------------ | ----- | -------------- | ----- | --------- | ----- | ----- | ----- | ----- | ----- | -------- | ------- |
| 25 de agosto | 14:00 | Puerto Rico    | 1 – 3 | Argentina | 24-26 | 12-25 | 25-21 | 17-25 |       | 78 – 97  | P2 P3   |
| 25 de agosto | 16:00 | Estados Unidos | 1 – 3 | China     | 26-24 | 20-25 | 27-29 | 20-25 |       | 93 – 103 | P2 P3   |
| 25 de agosto | 18:00 | Turquía        | 3 – 0 | Bahréin   | 25-17 | 25-20 | 25-23 |       |       | 75 – 60  | P2 P3   |
| 25 de agosto | 20:00 | Italia         | 3 – 0 | Cuba      | 25-18 | 25-20 | 25-17 |       |       | 75 – 55  | P2 P3   |

###### Semifinales 13.º al 16.º puesto
| Fecha        | Hora  | Equipo 1    | Res.  | Equipo 2       | Set 1 | Set 2 | Set 3 | Set 4 | Set 5 | Total    | Reporte |
| ------------ | ----- | ----------- | ----- | -------------- | ----- | ----- | ----- | ----- | ----- | -------- | ------- |
| 26 de agosto | 14:00 | Puerto Rico | 3 – 1 | Estados Unidos | 25-20 | 21-25 | 30-28 | 25-23 |       | 101 – 96 | P2 P3   |
| 26 de agosto | 16:00 | Bahréin     | 3 – 0 | Cuba           | 25-23 | 25-16 | 25-16 |       |       | 75 – 55  | P2 P3   |

###### Semifinales 9.º al 12.º puesto
| Fecha        | Hora  | Equipo 1  | Res.  | Equipo 2 | Set 1 | Set 2 | Set 3 | Set 4 | Set 5 | Total     | Reporte |
| ------------ | ----- | --------- | ----- | -------- | ----- | ----- | ----- | ----- | ----- | --------- | ------- |
| 26 de agosto | 18:00 | Argentina | 2 – 3 | China    | 23-25 | 26-24 | 22-25 | 25-23 | 16-18 | 112 – 115 | P2 P3   |
| 26 de agosto | 20:00 | Turquía   | 2 – 3 | Italia   | 26-28 | 25-16 | 21-25 | 25-20 | 8-15  | 105 – 104 | P2 P3   |

###### Partido por el 15.º y 16.º puesto
| Fecha        | Hora  | Equipo 1       | Res.  | Equipo 2 | Set 1 | Set 2 | Set 3 | Set 4 | Set 5 | Total   | Reporte |
| ------------ | ----- | -------------- | ----- | -------- | ----- | ----- | ----- | ----- | ----- | ------- | ------- |
| 27 de agosto | 10:00 | Estados Unidos | 3 – 0 | Cuba     | 25-20 | 25-19 | 26-24 |       |       | 76 – 63 | P2 P3   |

###### Partido por el 13.º y 14.º puesto
| Fecha        | Hora  | Equipo 1    | Res.  | Equipo 2 | Set 1 | Set 2 | Set 3 | Set 4 | Set 5 | Total   | Reporte |
| ------------ | ----- | ----------- | ----- | -------- | ----- | ----- | ----- | ----- | ----- | ------- | ------- |
| 27 de agosto | 12:00 | Puerto Rico | 0 – 3 | Bahréin  | 20-25 | 22-25 | 23-25 |       |       | 65 – 75 | P2 P3   |

###### Partido por el 11.º y 12.º puesto
| Fecha        | Hora  | Equipo 1  | Res.  | Equipo 2 | Set 1 | Set 2 | Set 3 | Set 4 | Set 5 | Total   | Reporte |
| ------------ | ----- | --------- | ----- | -------- | ----- | ----- | ----- | ----- | ----- | ------- | ------- |
| 27 de agosto | 14:00 | Argentina | 1 – 3 | Turquía  | 25-27 | 20-25 | 25-19 | 18-25 |       | 88 – 96 | P2 P3   |

###### Partido por el 9.º y 10.º puesto
| Fecha        | Hora  | Equipo 1 | Res.  | Equipo 2 | Set 1 | Set 2 | Set 3 | Set 4 | Set 5 | Total   | Reporte |
| ------------ | ----- | -------- | ----- | -------- | ----- | ----- | ----- | ----- | ----- | ------- | ------- |
| 27 de agosto | 16:00 | China    | 0 – 3 | Italia   | 19-25 | 16-25 | 20-25 |       |       | 55 – 75 | P2 P3   |

##### Cuartos de final
| Fecha        | Hora  | Equipo 1      | Res.  | Equipo 2        | Set 1 | Set 2 | Set 3 | Set 4 | Set 5 | Total     | Reporte |
| ------------ | ----- | ------------- | ----- | --------------- | ----- | ----- | ----- | ----- | ----- | --------- | ------- |
| 25 de agosto | 14:00 | Japón         | 3 – 0 | República Checa | 25-22 | 25-18 | 25-22 |       |       | 75 – 62   | P2 P3   |
| 25 de agosto | 16:00 | Francia       | 2 – 3 | Rusia           | 27-25 | 24-26 | 25-23 | 19-25 | 14-16 | 109 – 115 | P2 P3   |
| 25 de agosto | 18:00 | Irán          | 3 – 0 | Brasil          | 25-21 | 25-20 | 25-15 |       |       | 75 – 56   | P2 P3   |
| 25 de agosto | 20:00 | Corea del Sur | 3 – 1 | Egipto          | 25-20 | 20-25 | 25-20 | 25-19 |       | 95 – 84   | P2 P3   |

##### Clasificación 5.º al 8.º puesto
Los equipos que resultaron perdedores en los cuartos de final pasan a disputar la clasificación del 5.° al 8.° puesto.
|  | Semifinales 5.º al 8.º puesto | Semifinales 5.º al 8.º puesto |   |                 | Partido 5.º y 6.º puesto | Partido 5.º y 6.º puesto |  |
|  |                               |                               |   |                 |                          |                          |  |
|  |                               |                               |   |                 |                          |                          |  |
|  | República Checa               | 1                             |   |                 |                          |                          |  |
|  | Francia                       | 3                             |   |                 |                          |                          |  |
|  |                               |                               |   |                 |                          |                          |  |
|  |                               |                               |   |                 |                          |                          |  |
|  |                               |                               |   |                 | Francia                  | 3                        |  |
|  |                               | Egipto                        | 0 |                 |                          |                          |  |
|  |                               |                               |   |                 |                          |                          |  |
|  |                               |                               |   |                 |                          |                          |  |
|  |                               |                               |   |                 | Partido 7.º y 8.º puesto |                          |  |
|  |                               |                               |   |                 |                          |                          |  |
|  | Brasil                        | 0                             |   | República Checa | 3                        |                          |  |
|  | Egipto                        | 3                             |   |                 | Brasil                   | 2                        |  |

###### Semifinales 5.º al 8.º puesto
| Fecha        | Hora  | Equipo 1        | Res.  | Equipo 2 | Set 1 | Set 2 | Set 3 | Set 4 | Set 5 | Total   | Reporte |
| ------------ | ----- | --------------- | ----- | -------- | ----- | ----- | ----- | ----- | ----- | ------- | ------- |
| 26 de agosto | 14:00 | República Checa | 1 – 3 | Francia  | 25-23 | 18-25 | 22-25 | 21-25 |       | 86 – 98 | P2 P3   |
| 26 de agosto | 16:00 | Brasil          | 0 – 3 | Egipto   | 31-33 | 15-25 | 19-25 |       |       | 65 – 83 | P2 P3   |

###### Partido por el 7.º y 8.º puesto
| Fecha        | Hora  | Equipo 1        | Res.  | Equipo 2 | Set 1 | Set 2 | Set 3 | Set 4 | Set 5 | Total    | Reporte |
| ------------ | ----- | --------------- | ----- | -------- | ----- | ----- | ----- | ----- | ----- | -------- | ------- |
| 27 de agosto | 10:00 | República Checa | 3 – 2 | Brasil   | 25-20 | 18-25 | 20-25 | 15-9  |       | 103 – 99 | P2 P3   |

###### Partido por el 5.º y 6.º puesto
| Fecha        | Hora  | Equipo 1 | Res.  | Equipo 2 | Set 1 | Set 2 | Set 3 | Set 4 | Set 5 | Total   | Reporte |
| ------------ | ----- | -------- | ----- | -------- | ----- | ----- | ----- | ----- | ----- | ------- | ------- |
| 27 de agosto | 12:00 | Francia  | 3 – 0 | Egipto   | 25-20 | 25-16 | 26-24 |       |       | 76 – 60 | P2 P3   |

##### Clasificación 1.º al 4.º puesto

###### Semifinales
| Fecha        | Hora  | Equipo 1 | Res.  | Equipo 2      | Set 1 | Set 2 | Set 3 | Set 4 | Set 5 | Total   | Reporte |
| ------------ | ----- | -------- | ----- | ------------- | ----- | ----- | ----- | ----- | ----- | ------- | ------- |
| 26 de agosto | 18:00 | Japón    | 0 – 3 | Rusia         | 17-25 | 23-25 | 28-30 |       |       | 68 – 80 | P2 P3   |
| 26 de agosto | 20:00 | Irán     | 3 – 0 | Corea del Sur | 25-23 | 25-20 | 25-18 |       |       | 75 – 61 | P2 P3   |

###### Partido por el3.ery 4.º puesto
| Fecha        | Hora  | Equipo 1 | Res.  | Equipo 2      | Set 1 | Set 2 | Set 3 | Set 4 | Set 5 | Total   | Reporte |
| ------------ | ----- | -------- | ----- | ------------- | ----- | ----- | ----- | ----- | ----- | ------- | ------- |
| 27 de agosto | 17:30 | Japón    | 3 – 0 | Corea del Sur | 25-22 | 25-22 | 25-18 |       |       | 75 – 62 | P2 P3   |

###### Final
| Fecha        | Hora  | Equipo 1 | Res.  | Equipo 2 | Set 1 | Set 2 | Set 3 | Set 4 | Set 5 | Total   | Reporte |
| ------------ | ----- | -------- | ----- | -------- | ----- | ----- | ----- | ----- | ----- | ------- | ------- |
| 27 de agosto | 19:30 | Rusia    | 1 – 3 | Irán     | 20-25 | 23-25 | 25-21 | 20-25 |       | 88 – 96 | P2 P3   |

## Clasificación general
| Pos | Equipo          |
| --- | --------------- |
|     | Irán            |
|     | Rusia           |
|     | Japón           |
| 4   | Corea del Sur   |
| 5   | Francia         |
| 6   | Egipto          |
| 7   | República Checa |
| 8   | Brasil          |
| 9   | Italia          |
| 10  | China           |
| 11  | Turquía         |
| 12  | Argentina       |
| 13  | Bahréin         |
| 14  | Puerto Rico     |
| 15  | Estados Unidos  |
| 16  | Cuba            |
| 17  | Polonia         |
| 18  | México          |
| 19  | Chile           |
| 20  | Túnez           |

| Irán Campeón 2.º título |
| Plantel |
| Mohammadhossein Rastiardakani, Mahdi Jelveh Ghaziani, Amir Hossein Toukhteh, Amir Mohammad Falahat Khah, Ehsan Daneshdoust, Morteza Sharifi, Mehran Feyzemamdoust, Amirhossein Esfandiar , Hossein Soleiman Ahari, Mohammadreza Hazratpourtalatappeh, Erfan Gholamipour, Porya Yali |
| Entrenador |
| Reza Vakili Farjad |

## Distinciones individuales
- Jugador más valioso

 Amirhossein Esfandiar
- Mejor armador

 Shunsuke Nakamura
- Mejores atacantes

 Amirhossein Esfandiar
 Pavel Tetyukhin
- Mejores centrales

 Artem Melnikov
 Amir Hossein Toukhteh
- Mejor opuesto

 Im Dong-hyeok
- Mejor líbero

 Kenta Ichikawa